# Marcesina
Marcésina (Merck-wisen o Marchbisen in cimbro) conosciuta anche come Piana di Marcésina (o della Marcésina), è un vasto pianoro situato nella parte nord-est dell'Altopiano dei Sette Comuni, tra la provincia di Vicenza e la provincia autonoma di Trento. Per la sua orografia e per il clima rigido viene denominata "la Finlandia d'Italia".
(Mario Rigoni Stern)

## Geografia
La gran parte della piana si trova in Veneto, nel territorio del Comune di Enego, interessando anche i Comuni di Foza, Gallio ed Asiago. La parte settentrionale ricade invece entro gli ambiti amministrativi del Comune di Grigno, in Trentino-Alto Adige.

### Clima
Marcésina è nota per essere un luogo molto freddo pur trovandosi ad una quota media di appena 1400 metri s.l.m.. Ciò è dovuto alla sua particolare posizione e alla sua conformazione. Il 1º marzo 2005 la stazione meteorologica ARPAV, posta a 1310 m (località Rendole), registrò una temperatura minima di -34 °C.

### Ambiente

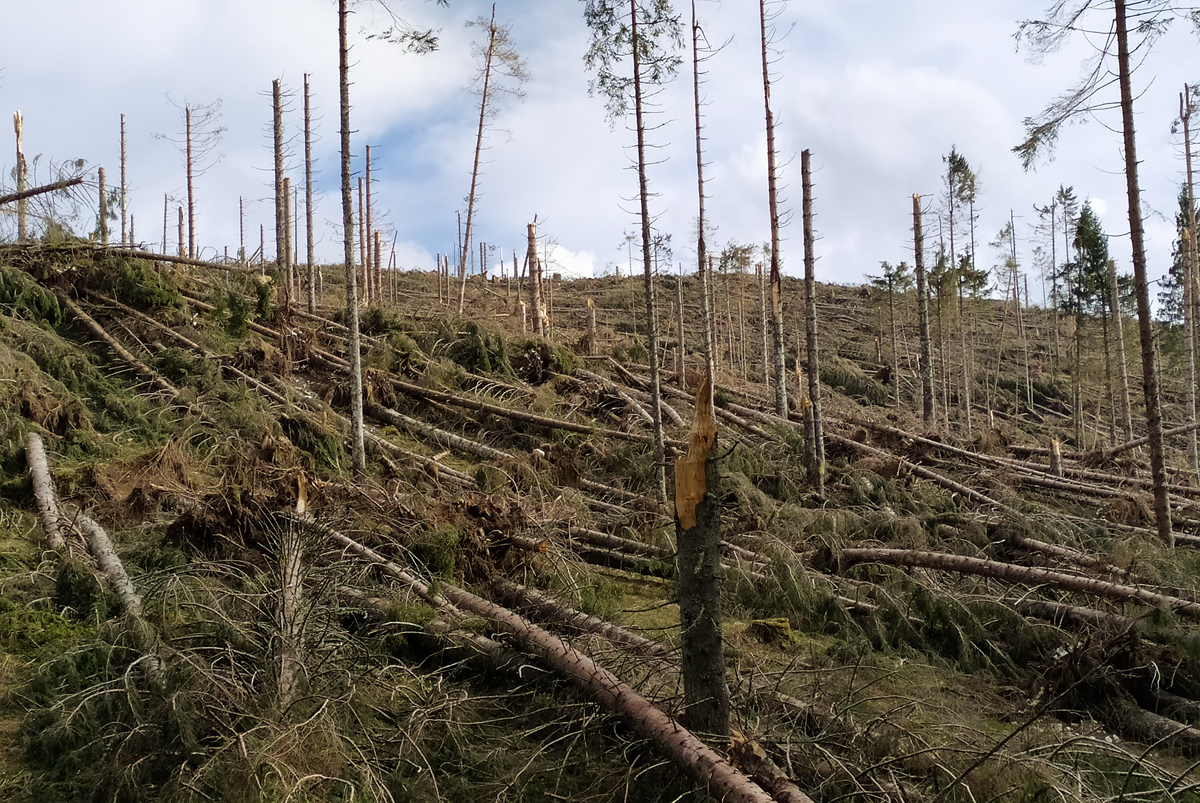
I danni al patrimonio forestale causati dal Maltempo sul Triveneto del 26-30 ottobre 2018

La zona riveste una notevole importanza dal punto di vista storico e naturalistico. Sono presenti due torbiere, ambienti umidi protetti inseriti dall'Unione europea nella Rete Natura 2000 come area S.I.C. e Z.P.S., con particolarità botaniche e faunistiche. La Z.S.C."Altopiano dei Sette Comuni" è individuata con il codice IT3220036 ed ha una superficie di circa 15.000 ha. Le due torbiere, "Palù di San Lorenzo" e "Palù di sotto", hanno la caratteristica di avere un diverso stadio d'evoluzione costituendo un interessante biotopo artico relitto di un complesso di aree umide un tempo molto più esteso.
Tra le specie rare ed endemiche vanno annoverate le piante carnivore (quali la Drosera rotundifolia) e il relitto artico Andromeda polifolia, quest'ultima scoperta per la prima volta proprio a Marcesina nel 1703. È presente inoltre una ricchissima fauna invertebrata; l'area è inoltre un importante sito per la sosta di un considerevole numero di uccelli migratori legati all'ambiente acquatico.
I boschi di abete rosso che circondano il pianoro costituiscono invece l'habitat di numerosi mammiferi: sono presenti il capriolo, il cervo, la volpe, il tasso, la faina, la martora, l'ermellino, l'arvicola delle nevi e i pipistrelli molosso di Cestoni, orecchione bruno e rinolofo maggiore. Nel 2006 è stato riavvistato anche l'orso (scomparso dall'altopiano nel 1856) mentre negli anni successivi è tornato il lupo.
Una grande parte delle foreste della Piana è scomparsa a causa delle fortissime raffiche di vento durante il Maltempo sul Triveneto del 26-30 ottobre 2018 ("evento Vaia"), abbattendo milioni di alberi. Successivamente a questo evento ulteriori alberi sono stati tagliati a causa di una grave infestazione da bostrico.

## Storia

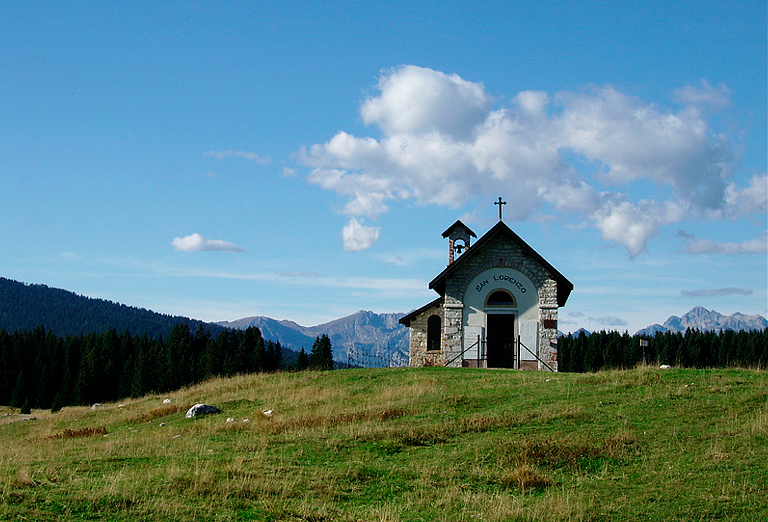
Chiesetta di San Lorenzo in Marcésina.

La piana era anticamente utilizzata dai montanari dei Sette Comuni quale vasto pascolo per il bestiame bovino e ovino; in seguito fu aspramente contesa con i pastori della Valsugana. Lungo l'attuale confine tra Veneto e Trentino esiste il "sentiero dei Cippi", che segue i perimetri confinari delle due Regioni, formato da oltre trenta cippi in pietra, disposti nel 1752 quali indicatori dell'allora confine tra la Repubblica di Venezia e i domini asburgici. Solo nel 1750 infatti, grazie al Congresso di Rovereto, il doge Pietro Grimani e l'imperatrice Maria Teresa d'Austria provarono a metter fine all'antica controversia tra le due popolazioni individuando una linea di confine definitivo.
Nella parte nord di Marcésina si trova una piccola chiesetta dedicata a San Lorenzo, protagonista di alcune leggende locali. La chiesetta venne ricostruita nel 1925 dopo che i bombardamenti della prima guerra mondiale l'avevano quasi completamente distrutta. La zona fu interessata infatti da importanti eventi bellici durante la Grande Guerra, testimonianza ne fu uno dei Cimiteri di guerra dell'Altopiano dei Sette Comuni presente sulla piana, dedicato alla memoria del Tenente Raffaele Stasi e che raccoglieva le spoglie di 2.356 soldati. Durante il secondo conflitto mondiale sulla piana ci furono invece alcuni scontri tra la Resistenza vicentina e reparti nazifascisti.

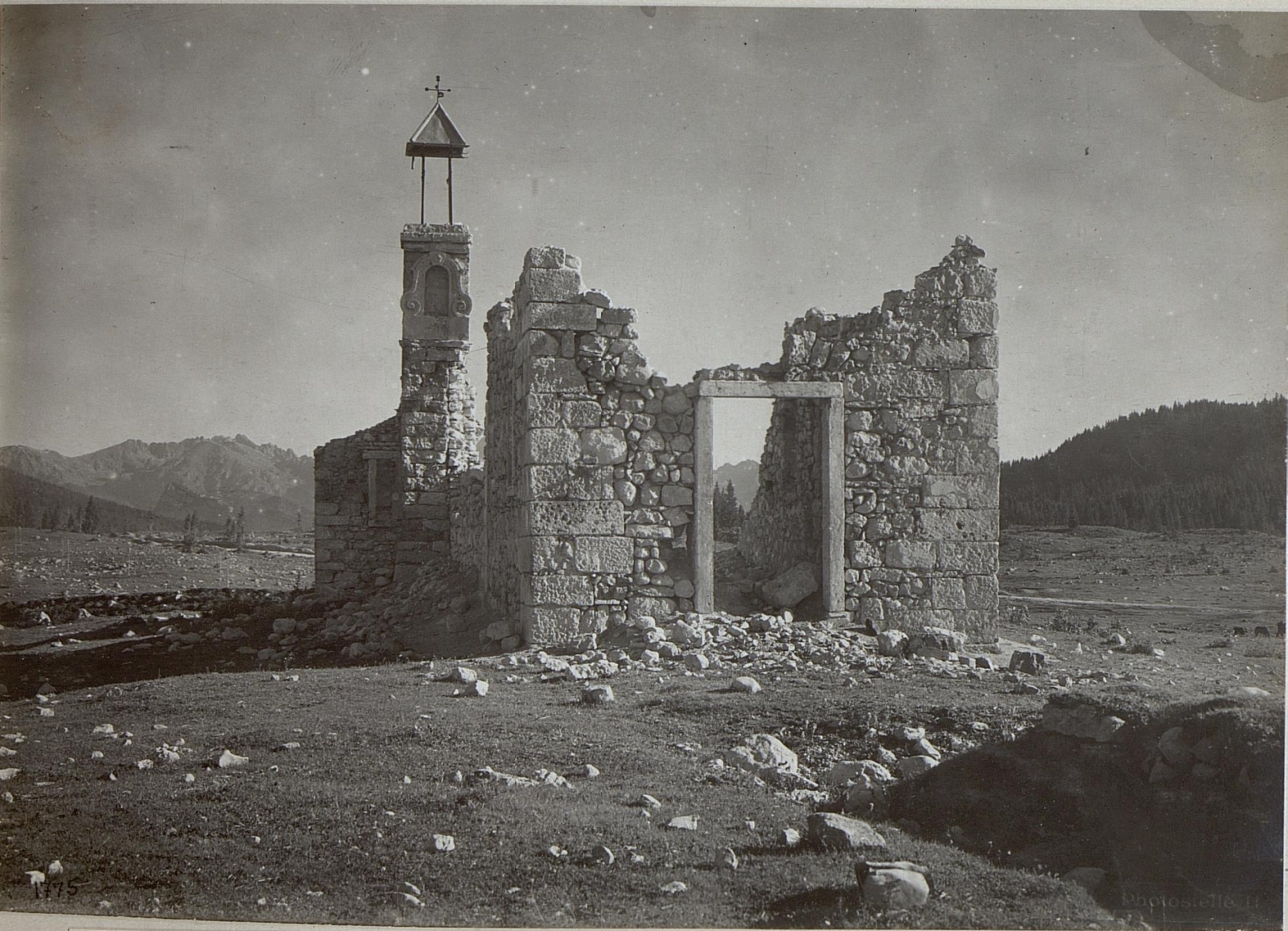
I resti della chiesetta di San Lorenzo dopo i bombardamenti del primo conflitto mondiale.

### Siti archeologici
Presso Marcesina si trova il riparo Dalmeri, sito archeologico preistorico oggetto da circa 20 anni di scavi da parte del Museo tridentino di scienze naturali. Il sito, per la ricchezza e la buona conservazione dei ritrovamenti, ha consentito di comprendere le abitudini, le attività e le modalità di sfruttamento del territorio montano da parte di uomini preistorici che vivevano nella zona circa 13.000 anni fa.
A Marcesina è visitabile (solo con una guida autorizzata dal Museo Tridentino di Scienze Naturali) anche la Grotta di Ernesto ove sono presenti diversi reperti preistorici risalenti a 9.000 anni fa, in particolar modo legati alla macellazione e conservazione degli animali, soprattutto stambecchi, orsi e cervi, delle cui ossa è piena la grotta.

## Infrastrutture
La piana è priva di insediamenti urbani; le uniche costruzioni presenti sono le malghe d'alpeggio (pascolo di bovini e produzione del formaggio Asiago) e i cosiddetti "casoni", antiche abitazioni in legno e lamiera, utilizzate un tempo come riparo dai boscaioli. Sono presenti anche due rifugi ed un albergo. 

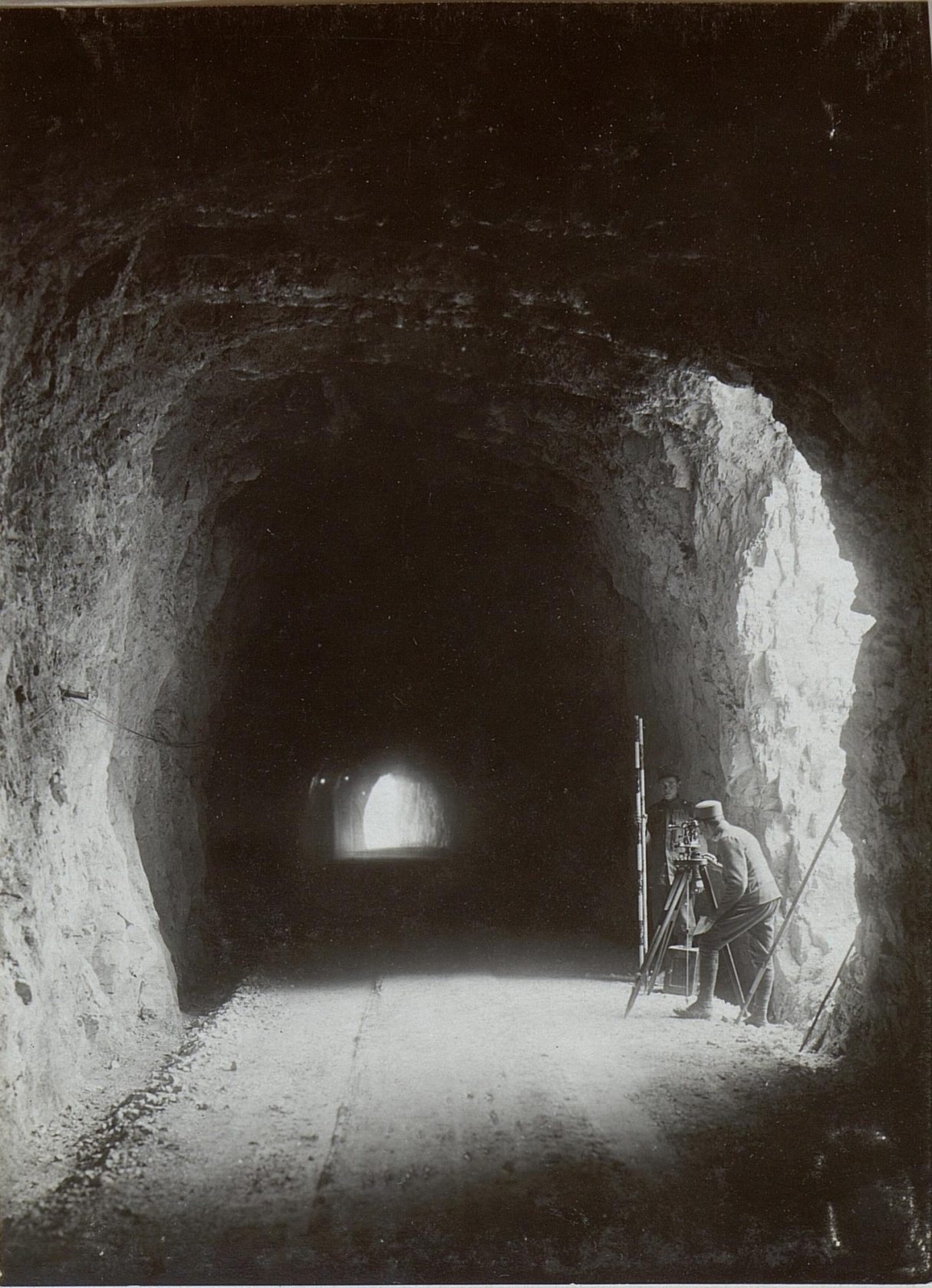
Lavori di costruzione della Barricatastraße durante la prima guerra mondiale. La strada era considerata una delle opere più ardite intraprese dai reparti di ingegneria imperiali.

Marcesina è raggiungibile attraverso varie strade militari, realizzate durante la Grande Guerra, alcune di queste asfaltate. Negli anni '70 è stata completata e rivista anche la Barricata-Straße", in parte realizzata dall'esercito austro-ungarico per mettere in comunicazione la Valsugana con le Melette: la strada, i cui lavori iniziarono allo scoppio della guerra, non venne mai totalmente completata per l'abbandono dei lavori nei primi anni di costruzione; la ripresa dei lavori, nel 1918 (con l'impiego di 6.000 prigionieri di guerra russi e migliaia di militari dei reparti tecnici imperiali), fu naturalmente troncata dalla fine della guerra.

## Escursionismo
Durante l'estate si possono percorrere i numerosi itinerari per la mountain bike e per il trekking, mentre nella stagione invernale i sentieri si trasformano in un sistema di piste per lo sci nordico. Sono presenti anche itinerari per le passeggiate con le racchette da neve. Il sentiero dei Cippi conduce invece ai Castelloni di San Marco, un labirinto costituito da una serie di passaggi tra canyon, intervallati da almeno un centinaio di incroci o bivi e resi percorribili nel 1915-18 dai soldati italiani.

## Eventi
La parte trentina della piana è sede dal 2022 di una tappa della manifestazione estiva denominata "Lagorai d'incanto". Tra gli artisti che si sono esibiti Francesco Baccini nel 2022 e i Marlene Kuntz nel luglio 2023, dove in gran parte sono state suonate canzoni dell'album Karma Clima, incentrate sul cambiamento climatico.